# Saint-Christophe-le-Jajolet
Saint-Christophe-le-Jajolet ist eine Ortschaft und eine ehemalige französische Gemeinde mit 236 Einwohnern (Stand: 1. Januar 2022) im Département Orne in der Region Normandie. 
Mit Wirkung vom 1. Januar 2015 wurden die früheren Gemeinden Saint-Christophe-le-Jajolet, Marcei, Saint-Loyer-des-Champs und Vrigny zur Commune nouvelle Boischampré zusammengelegt und haben in der neuen Gemeinde den Status einer Commune déléguée. Der Verwaltungssitz befindet sich im Ort Saint-Christophe-le-Jajolet.

## Lage
Der Ort liegt am Flüsschen Baize, das zur Orne entwässert.
Nachbarorte sind Vrigny im Westen, Argentan im Norden, Saint-Loyer-des-Champs im Nordosten, Marcei im Osten, Montmerrei im Südosten und La Bellière im Süden.

## Bevölkerungsentwicklung
| Jahr      | 1962 | 1968 | 1975 | 1982 | 1990 | 1999 | 2008 | 2015 |
| --------- | ---- | ---- | ---- | ---- | ---- | ---- | ---- | ---- |
| Einwohner | 252  | 257  | 224  | 241  | 253  | 236  | 235  | 259  |

## Sehenswürdigkeiten
- Château de Sassy, Monument historique

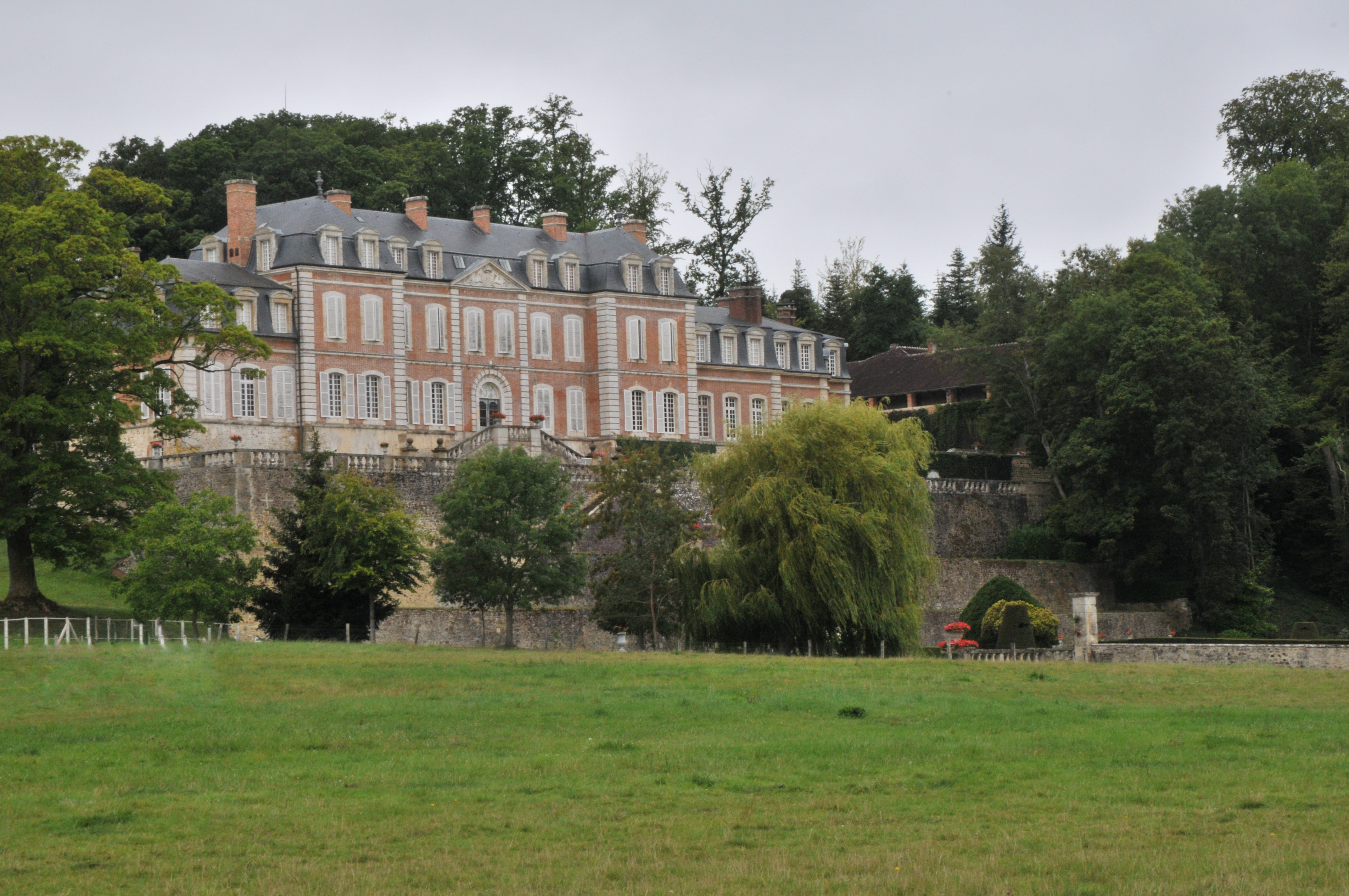
Château de Sassy